# Лава-Крік

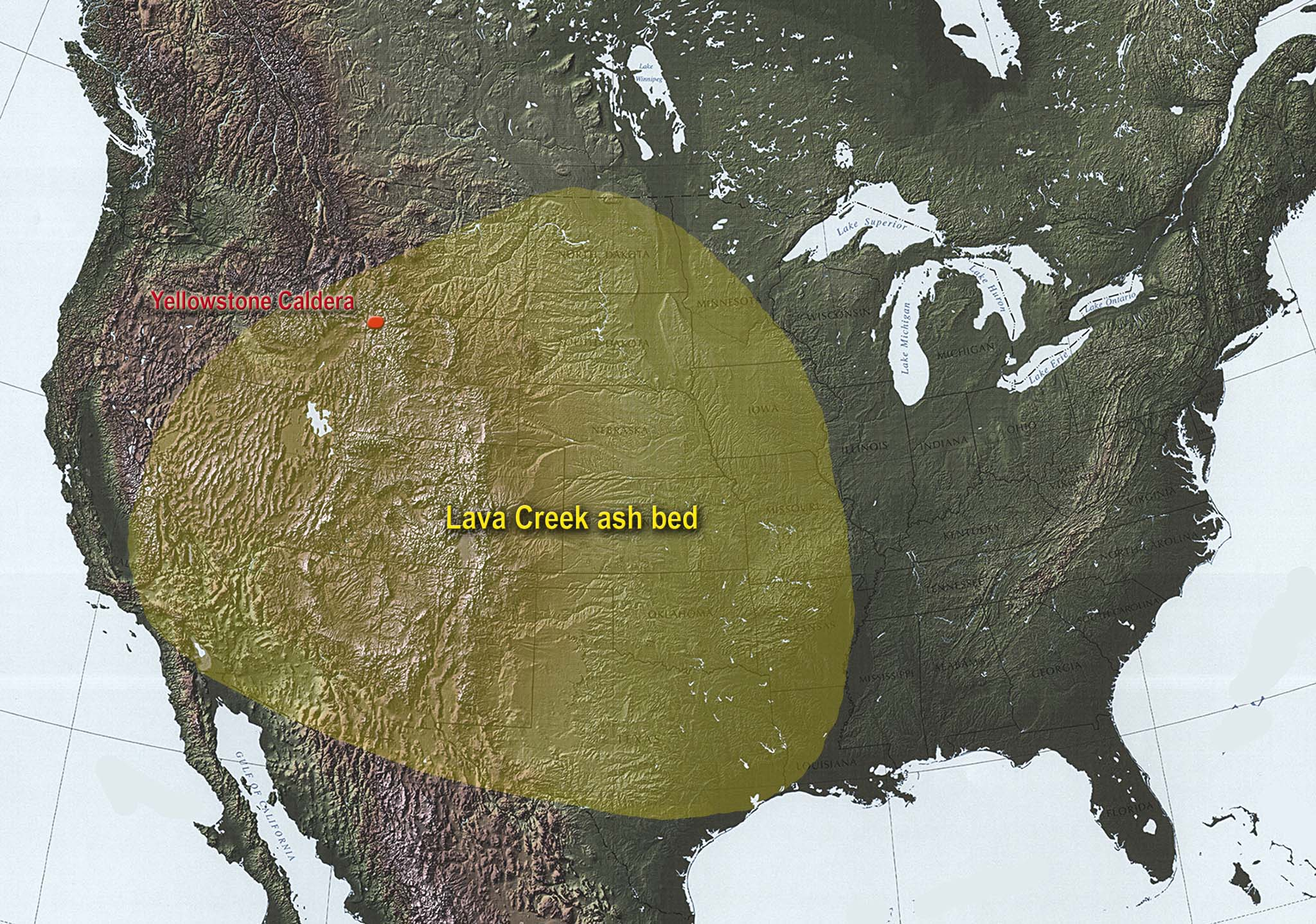
попільний шар Лава-Крік

Лава-Крік (англ. Lava Creek Tuff) — туфова формація у штаті Вайомінг, що була утворена близько 630 000 років тому під час гігантського виверження, що сформувала Єллоустоунську кальдеру. Об'єм виверженого матеріалу досяг близько 1000 км ³, що в тисячу разів більше, ніж при виверженні вулкана Сент-Геленс в 1980 році. Вулканічний попіл міг випадати по всій території Північної Америки, включаючи, можливо, східну частину. Тефра від виверження, що сформувала Лава-Крік, стала одним з ключових хроностатіграфічних маркерів, датуючих середньоплейстоценові льодовикові і плювіальні відкладення.

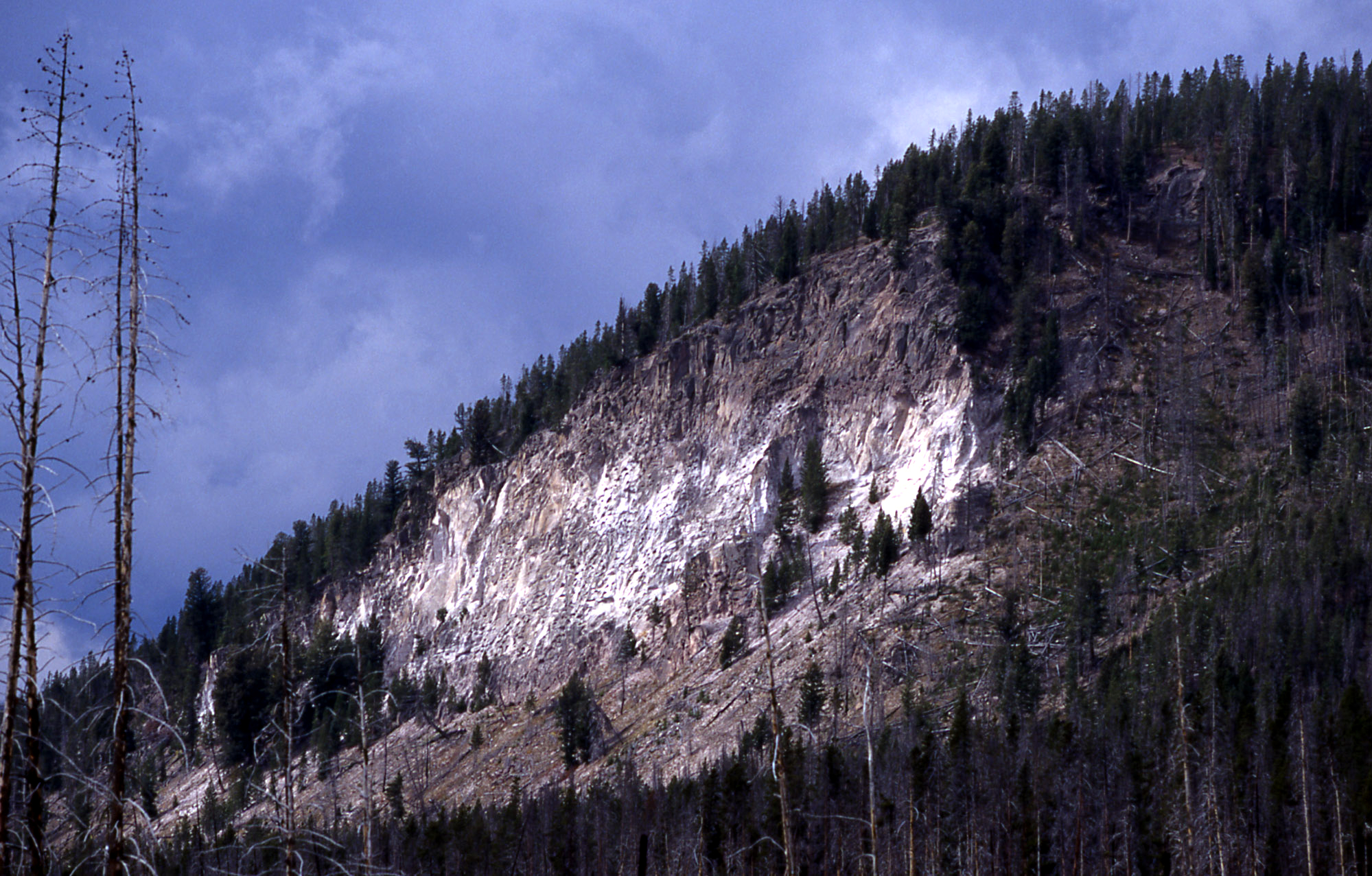
Частина туфової формації Лава-Крік

Туфові формації розташовані радіально щодо кальдери і зазнають впливу ерозії вздовж річки Гіббон, що протікає в Єллоустоунському національному парку, на схід від континентального вододілу. Колір утворень Лава-Крік варіюється в деяких місцях від світло-сірого до світло-червоного, основну частину породи становить ріоліт. Структура туфу варіюється від дрібнозернистої до однорідної афанітової. Максимальна товщина туфового шару становить приблизно 180-200 метрів. В 1960-і роки вчені змогли відокремити туфові формації Лава-Крік від туфу Гаклберрі-Рідж, і це стало першою ознакою того, що історія формування Єллоустоунського супервулкана включала в себе більше одного великого кальдероутворючого виверження.